# Davidius baronii
Davidius baronii – gatunek ważki z rodziny gadziogłówkowatych (Gomphidae).